# Ninh Thạnh Lợi
Ninh Thạnh Lợi là một xã thuộc tỉnh Cà Mau, Việt Nam.

## Địa lý
Xã Ninh Thạnh Lợi có vị trí địa lý:
- Phía đông giáp xã Hồng Dân
- Phía tây giáp tỉnh An Giang
- Phía nam giáp xã Vĩnh Phước
- Phía bắc giáp xã Vĩnh Lộc.

Xã Ninh Thạnh Lợi có diện tích 133,27 km², dân số năm 2024 là 24.791 người, mật độ dân số đạt 186 người/km².

## Lịch sử
Năm 1958, xã Ninh Thạnh Lợi thuộc tổng Thanh Yên, quận Phước Long.
Sau năm 1975, xã Ninh Thạnh Lợi thuộc huyện Hồng Dân.
Ngày 20 tháng 9 năm 1975, Bộ Chính trị ban hành Nghị quyết số 245-NQ/TW về việc hợp nhất tỉnh Bạc Liêu, tỉnh Cà Mau và 2 huyện An Biên, Vĩnh Thuận (ngoại trừ 2 xã Đông Yên và Tây Yên) của tỉnh Rạch Giá thành một tỉnh mới, tên gọi tỉnh mới cùng với nơi đặt tỉnh lỵ sẽ do địa phương đề nghị lên.
Ngày 20 tháng 12 năm 1975, Bộ Chính trị ban hành Nghị quyết số 19/NQ về việc hợp nhất tỉnh Bạc Liêu và tỉnh Cà Mau thành một tỉnh mới, tên gọi tỉnh mới cùng với nơi đặt tỉnh lỵ sẽ do địa phương đề nghị lên.
Ngày 24 tháng 2 năm 1976, Chính phủ Cách mạng Lâm thời Cộng hòa miền Nam Việt Nam ban hành Nghị định số 3/NQ/1976 về việc hợp nhất tỉnh Bạc Liêu và tỉnh Cà Mau thành một tỉnh mới, lấy tên là tỉnh Bạc Liêu – Cà Mau. Xã Ninh Thạnh Lợi thuộc huyện Hồng Dân, tỉnh Bạc Liêu – Cà Mau.
Ngày 10 tháng 3 năm 1976, Chính phủ ban hành Nghị quyết về việc thành lập tỉnh Minh Hải trên cơ sở đổi tên tỉnh Bạc Liêu – Cà Mau. Khi đó, xã Ninh Thạnh Lợi thuộc huyện Hồng Dân, tỉnh Minh Hải.
Ngày 25 tháng 7 năm 1979, Hội đồng Bộ trưởng ban hành Quyết định số 275-CP về việc chia xã Ninh Thạnh Lợi thành 3 xã: Ninh Thạnh Lợi, Ninh Thuận và Ninh Lợi.
Ngày 14 tháng 2 năm 1987, Hội đồng Bộ trưởng ban hành Quyết định số 33B-HĐBT về việc sáp nhập xã Ninh Thuận vào xã Ninh Thạnh Lợi.
Xã Ninh Thạnh Lợi có 5.537 ha đất và 6.546 nhân khẩu.
Ngày 9 tháng 11 năm 1990, Ban Tổ chức – Cán bộ của Chính phủ ban hành Quyết định số 483/QĐ-TCCP về việc sáp nhập xã Ninh Lợi vào xã Ninh Thạnh Lợi.
Ngày 6 tháng 11 năm 1996, Quốc hội ban hành Nghị quyết về việc chia tỉnh Minh Hải thành tỉnh Bạc Liêu và tỉnh Cà Mau. Khi đó, xã Ninh Thạnh Lợi thuộc huyện Hồng Dân, tỉnh Bạc Liêu.
Ngày 25 tháng 9 năm 2000, Chính phủ ban hành Nghị định số 51/2000/NĐ-CP về việc thành lập huyện Phước Long thuộc tỉnh Bạc Liêu trên cơ sở một phần diện tích và dân số của huyện Hồng Dân. Xã Ninh Thạnh Lợi trực thuộc huyện Hồng Dân.
Ngày 1 tháng 8 năm 2008, Chính phủ ban hành Nghị định số 85/2008/NĐ-CP về việc thành lập xã Ninh Thạnh Lợi A trên cơ sở điều chỉnh 6.687,25 ha diện tích tự nhiên và 7.146 nhân khẩu của xã Ninh Thạnh Lợi.
Sau khi điều chỉnh địa giới hành chính, xã Ninh Thạnh Lợi còn lại 6.641,75 ha diện tích tự nhiên và 10.346 nhân khẩu.
Tính đến ngày 31/12/2024:
- Xã Ninh Thạnh Lợi có 9 ấp: Cai Giảng, Cây Cui, Cây Mét, Kos Thum (Cỏ Thum), Ngô Kim, Ninh Thạnh Đông, Ninh Thạnh Tây, Xẻo Dừng, Xẻo Gừa.
- Xã Ninh Thạnh Lợi A có 5 ấp: Chòm Cao, Chủ Chọt, Nhà Lầu I, Nhà Lầu II, Thống Nhất.

Ngày 16 tháng 6 năm 2025, Ủy ban Thường vụ Quốc hội ban hành Nghị quyết số 1655/NQ-UBTVQH15 về việc sắp xếp các đơn vị hành chính cấp xã của tỉnh Cà Mau năm 2025 (nghị quyết có hiệu lực từ ngày 16 tháng 6 năm 2025). Theo đó, sáp nhập toàn bộ 66,87 km² diện tích tự nhiên, quy mô dân số 10.354 người xã Ninh Thạnh Lợi A vào toàn bộ 66,40 km² diện tích tự nhiên, quy mô dân số 14.437 người của xã Ninh Thạnh Lợi thuộc huyện Hồng Dân, tỉnh Bạc Liêu.
Xã Ninh Thạnh Lợi có 133,27 km² diện tích tự nhiên và quy mô dân số là 24.791 người.